# 101 d'Aquari
101 d'Aquari (101 Aquarii) és un estel de la constel·lació equatorial de l'Aquari.